# الاتفاقية البيئية الدولية

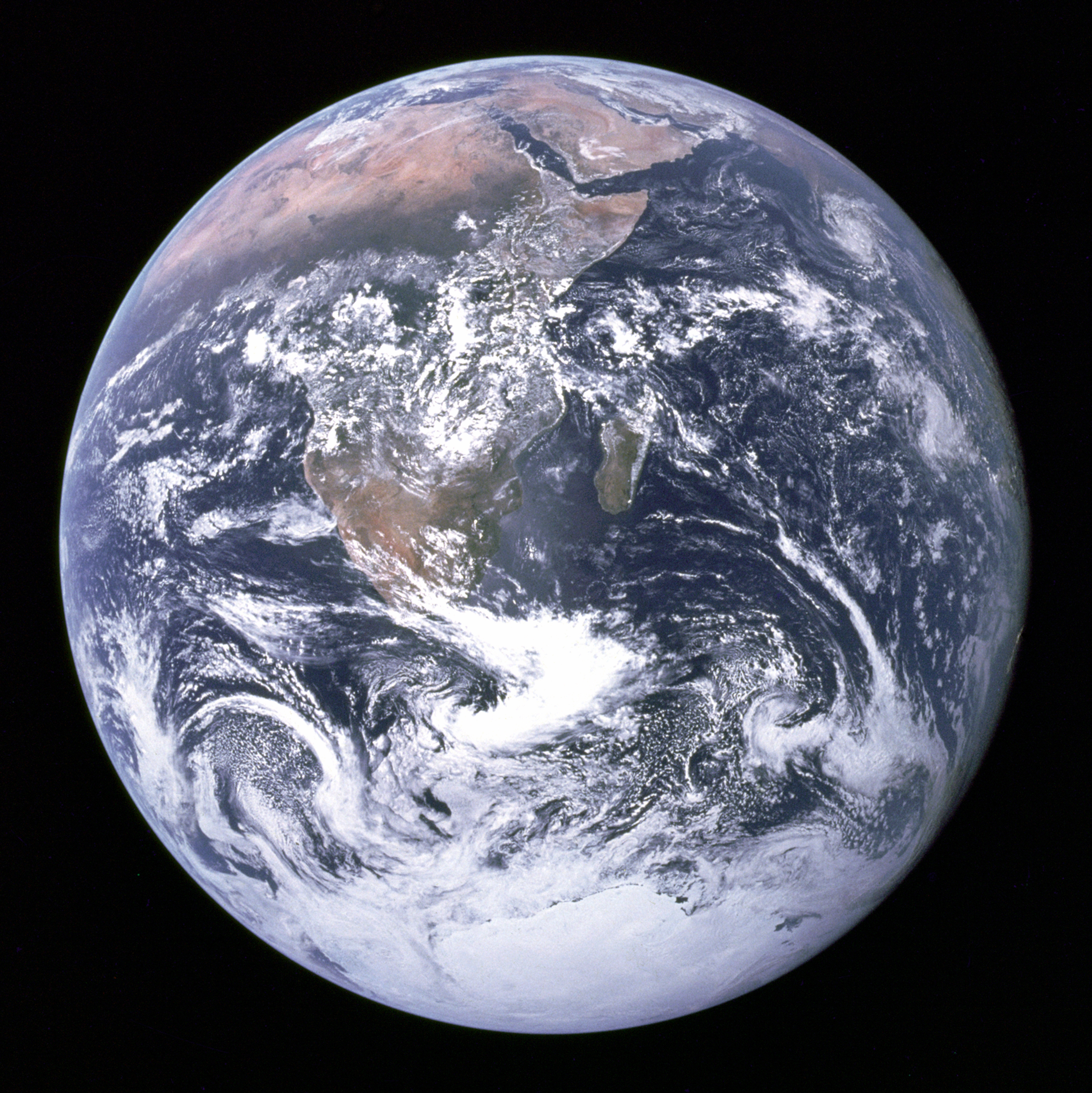

الاتفاقية البيئية الدولية (بالإنجليزية: international environmental agreement) تسمى أحيانًا البروتوكول البيئي. هي نوع من المعاهدات الإلزامية في القانون الدولي تسمح للدول ببلوغ هدف بيئي. بعبارة أخرى هي «وثيقة حكومية دولية يقصد منها أن تكون ملزمة قانونًا بهدف أساسي معلن يتمثل بتلافي أو إدارة التأثيرات البشرية المترتبة على الموارد الطبيعية»
تُعرف الاتفاقية بين دولتين ما باسم اتفاقية بيئية ثنائية (بالإنجليزية: bilateral environmental agreement). في حال تم التوصل إلى الاتفاقية بين ثلاث دول أو أكثر، فتُسمى اتفاقية بيئية متعددة الأطراف (إم إي إيه)  (بالإنجليزية: multilateral environmental agreement ) . تغطي هذه الاتفاقيات، التي تنتجها الأمم المتحدة بشكل أساسي، مواضيع مثل السياسات المتعلقة بالغلاف الجوي وسياسات المياه العذبة وسياسات النفايات والمواد الخطرة والبيئة البحرية وسياسات حفظ الطبيعة والتلوث الضوضائي والسلامة النووية.

## التاريخ والاستخدام
بدأ استخدام الاتفاقيات البيئية المتعددة الأطراف عام 1857، عندما نظمت اتفاقية ألمانية تدفق المياه من بحيرة كونستانس إلى النمسا وسويسرا. ظهرت البروتوكولات البيئية الدولية في مجال الحوكمة البيئية بعد إدراك حجم المشاكل البيئية العابرة للحدود على نطاق واسع في ستينيات القرن العشرين.
بين عامي 1857 و2012، أُبرِم ما مجموعه 747 اتفاقية بيئية متعدد الأطراف. إبان مؤتمر ستوكهولم الحكومي الدولي عام 1972 ازداد انتشار الاتفاقيات البيئية الدولية. روجت الأمم المتحدة للاتفاقيات البيئية المتعددة الأطراف، وبدأت معظم الاتفاقيات البيئية المتعددة الأطراف الدخول حيز التنفيذ  منذ عام 1972 في مؤتمر الأمم المتحدة المعني بالبيئة البشرية (المعروف أيضًا باسم مؤتمر ستوكهولم). تبنّت جميع البلدان الـ 113 التي حضرت المؤتمر إعلان استكهولم  وكان بمثابة أول وثيقة عالمية ذات أهمية بشأن مسألة بيئية.
تدعو الحاجة من أجل تحقيق نظام وظيفي للاتفاقيات البيئية المتعددة الاطراف إلى وجود نظام شبكات معقد. وقد تعوّق مستويات الحكومة ضمن دولة ما بعضها البعض فيما يخص مسألة تغير المناخ (على سبيل المثال) بسبب وجهات النظر أو الأطراف المتعارضة ، ما يصعّب عملية التنفيذ ويؤثر على العلاقات الخارجية.
تحدد البلدان المشاركة السياسات المتعلقة باتفاقية (إم إي إيه). الأمم المتحدة ومنظمة التجارة العالمية هما منظمتان حكوميتان رئيسيتان لصياغة الاتفاقيات وتنفيذها.

## الفعالية
يمكن للبروتوكولات أن تتخذ نُهُج مرنة لتحسين الفعالية. ومن الأمثلة على ذلك استخدام الجزاءات: بموجب بروتوكول مونتريال، مُنع الموقعون من شراء مركبات كلوروفلوروكربون من غير الموقعين، وذلك درءًا لأي مكاسب غير متوقعة. استُخدم أيضًا نهج التمويل للتغلب على صراع الشمال والجنوب: وأنشأ أعضاء بروتوكول مونتريال صندوقًا قيمته 240 مليون دولار لإعادة توزيع تكاليف المرحلة الانتقالية. كما أن لها فترة سماح مختلفة مدتها عشر سنوات للبلدان النامية. استخدمت أيضًا التزامات تفاضلية في اتفاقية كيوتو يمكن أن تشجع على توسيع نطاق المشاركة، حيث يكون لكل دولة أهداف مختلفة جدًا مبينة على نماء الدول بشكل أساسي.
في حين تبدو البروتوكولات هي أسلوب الحكم الأمثل بتصميم أعلى -أسفل، وبوجود «أحكام ضئيلة للمشاركة السياسية» يُعتقد على نطاق واسع أن تأثير الشبكات عبر الوطنية آخذٌ بالازدياد. الرأي العام مهم، إذ لا بد من وجود اهتمام ومراعاة لإعجال العمل والتفاني في الموارد الحكومية. استمر تأثيرها بالنمو أكثر فأكثر منذ بدأت الناشطة الشابة غريتا تونبرج بتنظيم إضرابات «أيام الجمعة من أجل المستقبل». تقوم المنظمات غير الحكومية أيضًا بأدوار معينة كجمع المعلومات ووضع السياسات وحشد الدعم. يلعب العلم دورًا هامًا، رغم أن ساسكيند يؤكد أن هذا الدور قد يتقلص أحيانًا بسبب الشك والخلاف وظهور «أعداء العلم». يمكن أيضًا أن يساهم قطاع الأعمال التجارية بنتائج إيجابية.
تتوقف كيفية رؤيتنا لفعالية البروتوكولات على ما نرتقبه منها. ومع تضاؤل السلطة الإدارية أو السلطة الفعلية، فإن البروتوكولات تنجح بزيادة اهتمامات الحكومة وتعزيز البيئة التعاقدية وزيادة القدرات من خلال نقل الأصول. مع ذلك - شريطة عدم المساس بالسيادة - لن تؤثر البروتوكولات البيئية بإحداث تغييرات في مواجهة لامبالاة الدولة أو الشعب، أو ضمان إحداث التدابير وطنية، أو تجسيدها بين عشية وضحاها. قد يكون التقدم الذي يحرزه القانون البيئي الدولي، كما يقترح وينر، بطيئًا لكنه ثابتًا مثل السلحفاة.

## وصلات خارجية
- Multilateral Environmental Agreement Negotiator's Handbook